# Hampsonodes fulvimedia
Hampsonodes fulvimedia là một loài bướm đêm trong họ Noctuidae.